# Escoubès-Pouts
Pour les articles homonymes, voir Escoubès (homonymie) et Pouts.
Escoubès-Pouts est une commune française située dans le centre du département des Hautes-Pyrénées, en région Occitanie. Sur le plan historique et culturel, la commune est dans l’ancien comté de Bigorre, comté historique des Pyrénées françaises et de Gascogne.
Exposée à un climat de montagne, elle est drainée par l'Échez et par divers autres petits cours d'eau. La commune possède un patrimoine naturel remarquable composé de deux zones naturelles d'intérêt écologique, faunistique et floristique.
Escoubès-Pouts est une commune rurale qui compte 94 habitants en 2022, après avoir connu un pic de population de 274 habitants en 1841. Elle fait partie de l'aire d'attraction de Lourdes..
Ses habitants sont appelés les Escoubésiens.

## Géographie

### Localisation
La commune d'Escoubès-Pouts se trouve dans le département des Hautes-Pyrénées, en région Occitanie.
Elle se situe à 14 km à vol d'oiseau de Tarbes, préfecture du département, à 16 km d'Argelès-Gazost, sous-préfecture, et à 7 km de Lourdes, bureau centralisateur du canton de Lourdes-2 dont dépend la commune depuis 2015 pour les élections départementales.
La commune fait en outre partie du bassin de vie de Lourdes.
Les communes les plus proches sont : 
Paréac (1,3 km), Arrayou-Lahitte (1,7 km), Gez-ez-Angles (1,8 km), Arcizac-ez-Angles (2,1 km), Bourréac (2,4 km), Orincles (2,5 km), Julos (2,8 km), Lézignan (3,0 km).
Sur le plan historique et culturel, Escoubès-Pouts fait partie de l’ancien comté de Bigorre, comté historique des Pyrénées françaises et de Gascogne créé au IXe siècle puis rattaché au domaine royal en 1302, inclus ensuite au comté de Foix en 1425 puis une nouvelle fois rattaché au royaume de France en 1607. La commune est dans le pays de Tarbes et de la Haute Bigorre.

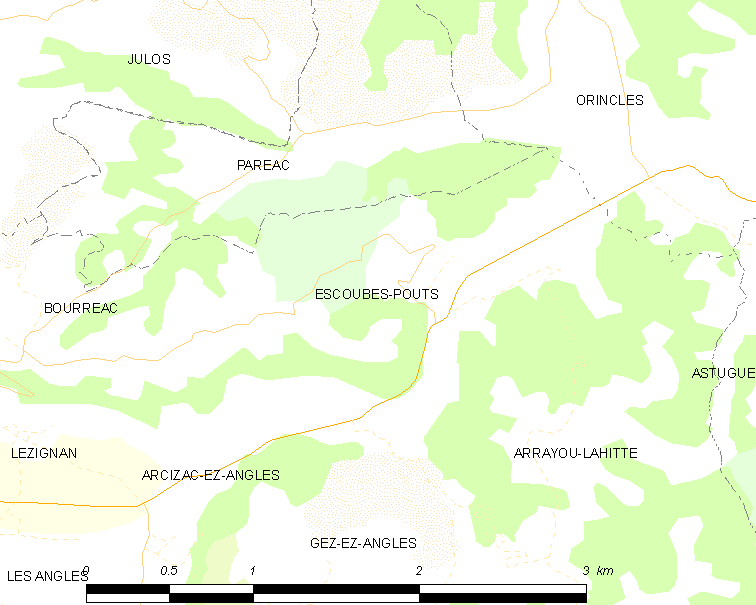
Carte de la commune d'Escoubès-Pouts et des proches communes.

|                   | Paréac         |                 |
| Bourréac          | Escoubès-Pouts | Orincles        |
| Arcizac-ez-Angles | Gez-ez-Angles  | Arrayou-Lahitte |

### Hydrographie

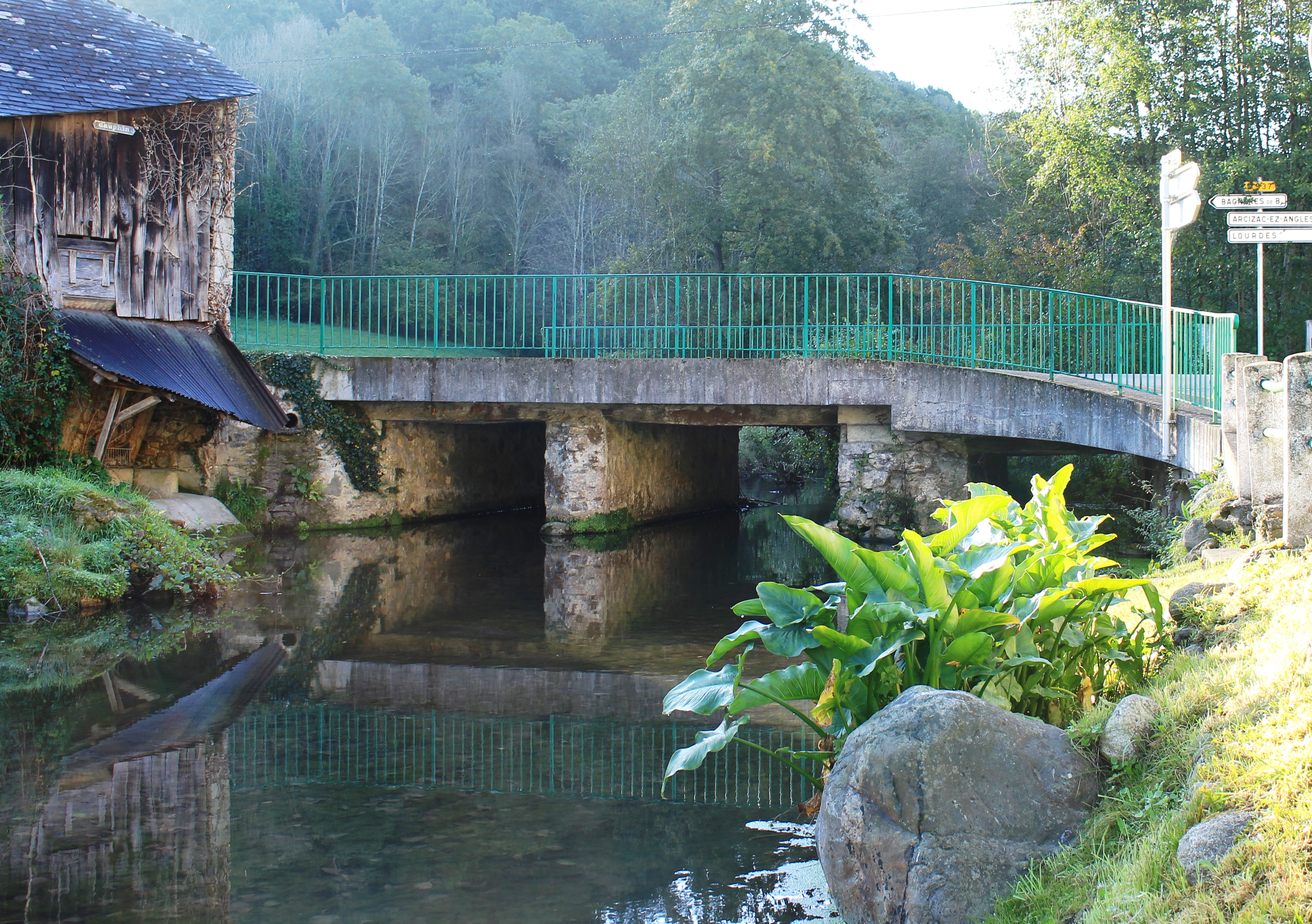
Le pont au-dessus de l'Échez.

Elle est drainée par le Échez, le Litor et par divers petits cours d'eau, constituant un réseau hydrographique de 6 km de longueur totale,.
Le Échez, d'une longueur totale de 64,1 km, prend sa source dans la commune de Germs-sur-l'Oussouet et s'écoule du sud vers le nord. Il traverse la commune et se jette dans l'Adour à Maubourguet, après avoir traversé 26 communes.

### Climat
Le climat est tempéré de type océanique, en raison de l'influence proche de l'océan Atlantique situé à peu près 150 km plus à l'ouest. La proximité des Pyrénées fait que la commune profite d'un effet de foehn, il peut aussi y neiger en hiver, même si cela reste inhabituel.
| Mois                              | jan.  | fév.  | mars  | avril | mai   | juin  | jui.  | août  | sep.  | oct.  | nov.  | déc.  | année   |
| --------------------------------- | ----- | ----- | ----- | ----- | ----- | ----- | ----- | ----- | ----- | ----- | ----- | ----- | ------- |
| Température minimale moyenne (°C) | 0,6   | 1,3   | 2,7   | 5,2   | 8,3   | 11,6  | 14,1  | 13,9  | 11,7  | 8     | 3,6   | 1,3   | 6,9     |
| Température moyenne (°C)          | 5,3   | 6,1   | 7,8   | 10    | 13,3  | 16,7  | 19,3  | 19    | 17,2  | 13,3  | 8,5   | 5,8   | 11,9    |
| Température maximale moyenne (°C) | 9,9   | 11    | 12,9  | 14,8  | 18,3  | 21,7  | 24,5  | 24    | 22,6  | 18,6  | 13,4  | 10,4  | 16,8    |
| Ensoleillement (h)                | 108,8 | 118,8 | 155,6 | 157,2 | 181,3 | 191,5 | 215,5 | 196,4 | 194,5 | 164,4 | 124,4 | 104,4 | 1 912,8 |
| Précipitations (mm)               | 112,8 | 97,5  | 100,2 | 105,7 | 113,6 | 80,7  | 57,3  | 70,3  | 71    | 85,2  | 93    | 112,1 | 1 099,4 |

### Milieux naturels et biodiversité
L’inventaire des zones naturelles d'intérêt écologique, faunistique et floristique (ZNIEFF) a pour objectif de réaliser une couverture des zones les plus intéressantes sur le plan écologique, essentiellement dans la perspective d’améliorer la connaissance du patrimoine naturel national et de fournir aux différents décideurs un outil d’aide à la prise en compte de l’environnement dans l’aménagement du territoire.
Une ZNIEFF de type 1 est recensée sur la commune :
le « réseau hydrographique des Angles et du Bénaquès » (260 ha), couvrant 35 communes du département et une ZNIEFF de type 2, : 
les « coteaux et vallons des Angles et du Bénaquès » (12 879 ha), couvrant 45 communes du département.

## Urbanisme

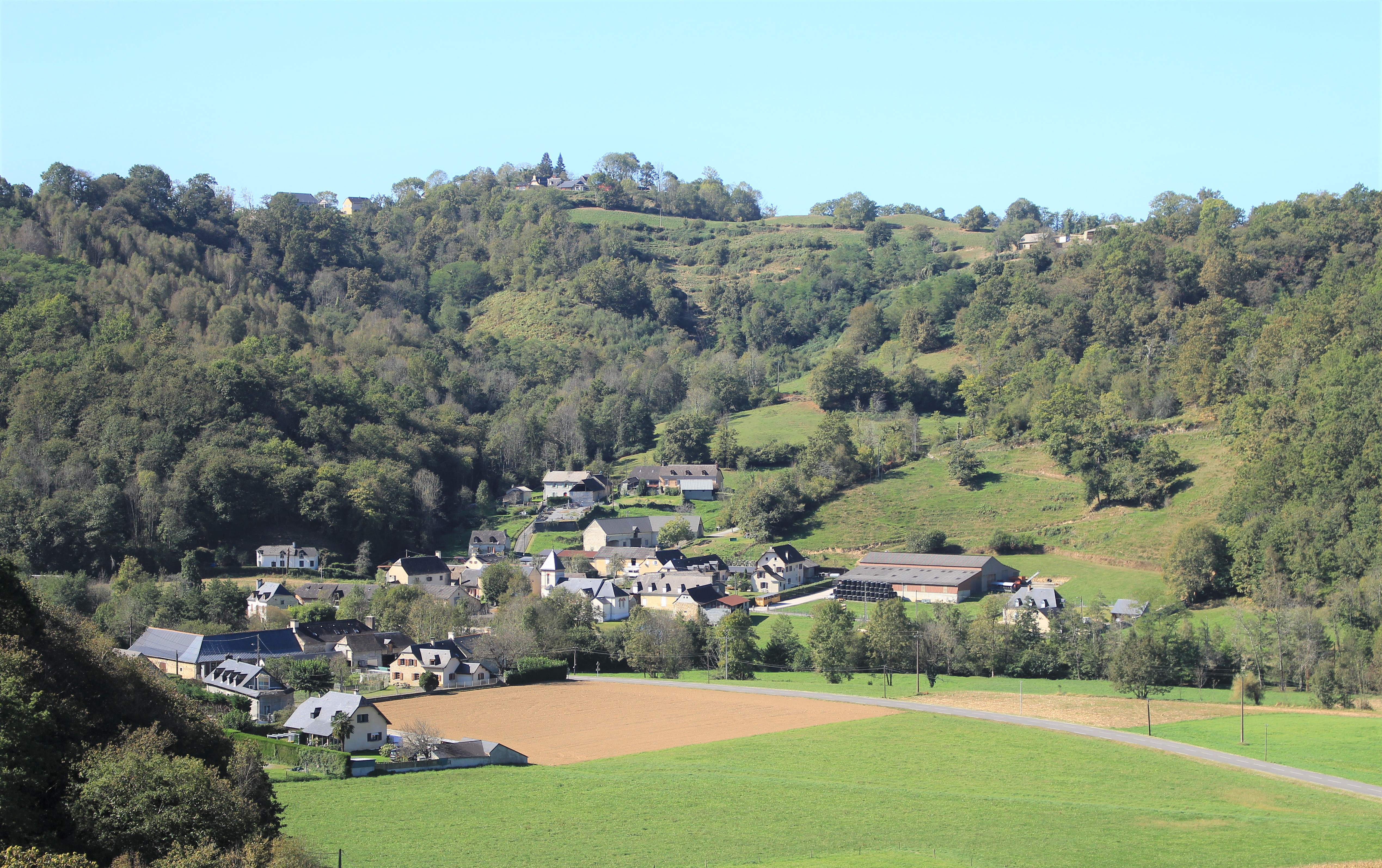
Vue d'Escoubès en bas et de Pouts en haut.

### Typologie
Au 1er janvier 2024, Escoubès-Pouts est catégorisée commune rurale à habitat très dispersé, selon la nouvelle grille communale de densité à sept niveaux définie par l'Insee en 2022.
Elle est située hors unité urbaine. Par ailleurs la commune fait partie de l'aire d'attraction de Lourdes, dont elle est une commune de la couronne,. Cette aire, qui regroupe 45 communes, est catégorisée dans les aires de moins de 50 000 habitants,.

### Occupation des sols
L'occupation des sols de la commune, telle qu'elle ressort de la base de données européenne d’occupation biophysique des sols Corine Land Cover (CLC), est marquée par l'importance des territoires agricoles (52,6 % en 2018), une proportion identique à celle de 1990 (52,6 %). La répartition détaillée en 2018 est la suivante : 
zones agricoles hétérogènes (36 %), forêts (34,7 %), prairies (16,6 %), milieux à végétation arbustive et/ou herbacée (12,7 %).
L'IGN met par ailleurs à disposition un outil en ligne permettant de comparer l’évolution dans le temps de l’occupation des sols de la commune (ou de territoires à des échelles différentes). Plusieurs époques sont accessibles sous forme de cartes ou photos aériennes : la carte de Cassini (XVIIIe siècle), la carte d'état-major (1820-1866) et la période actuelle (1950 à aujourd'hui).

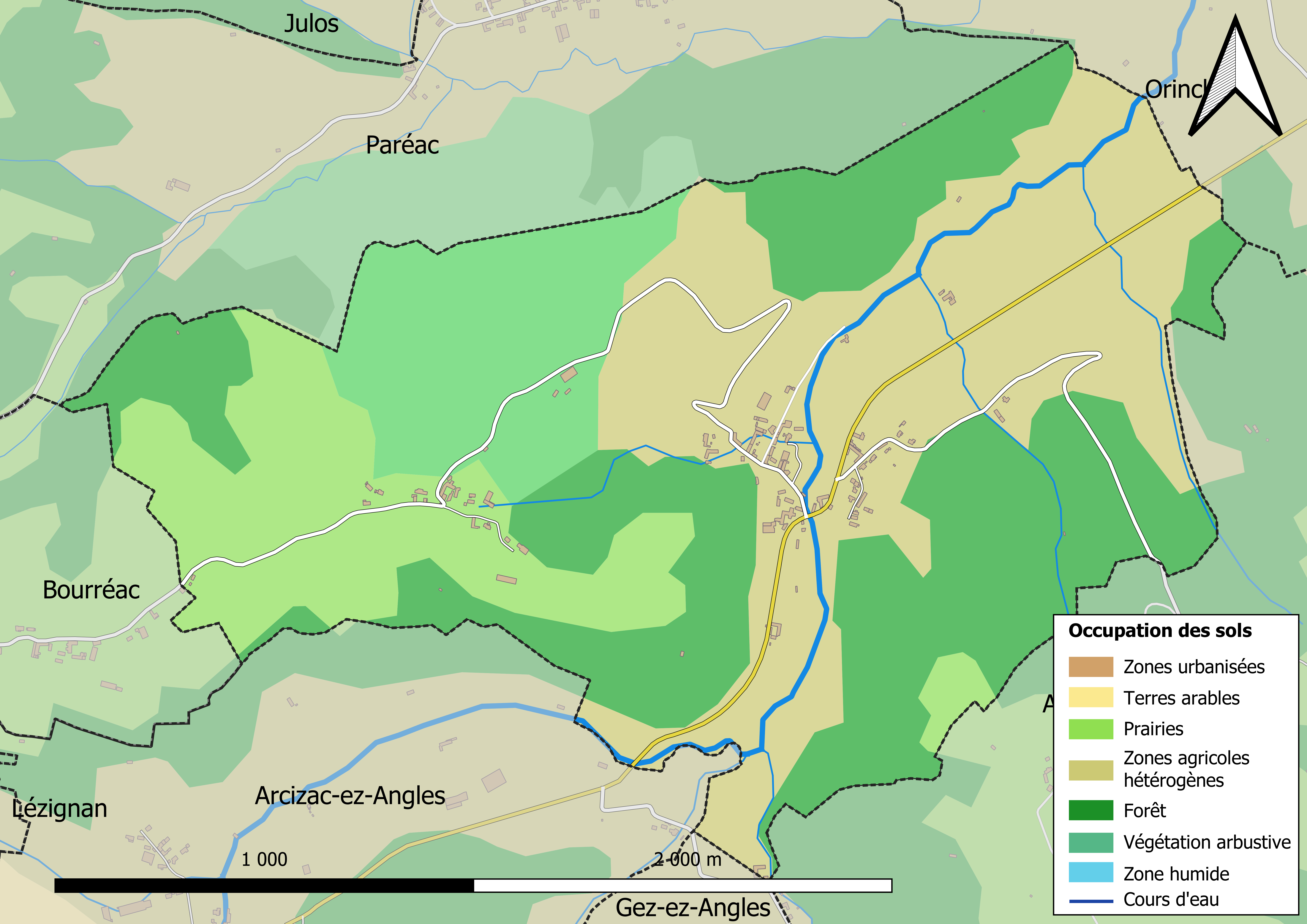
Carte des infrastructures et de l'occupation des sols en 2018 (CLC) de la commune.
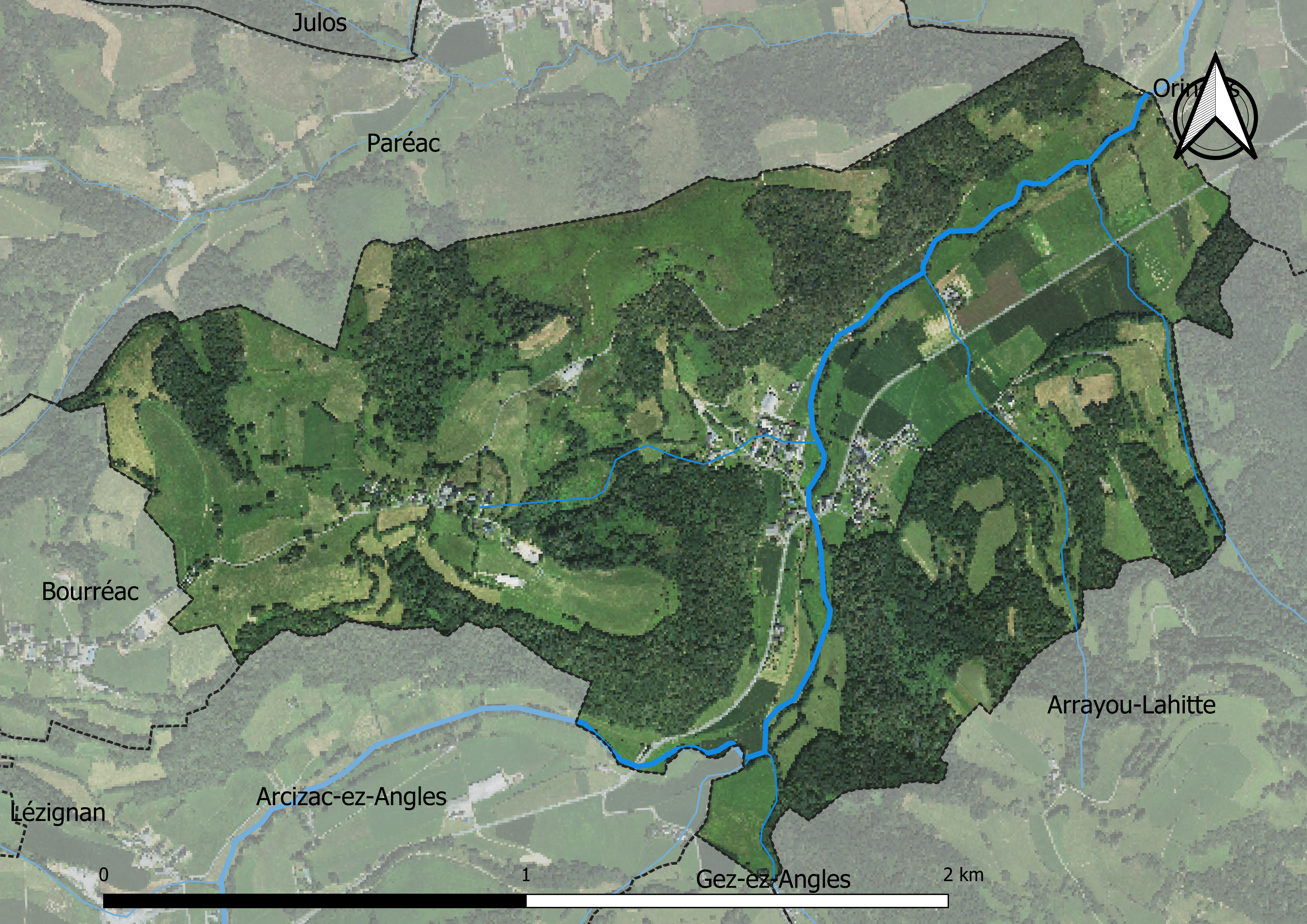
Carte orthophotogrammétrique de la commune.

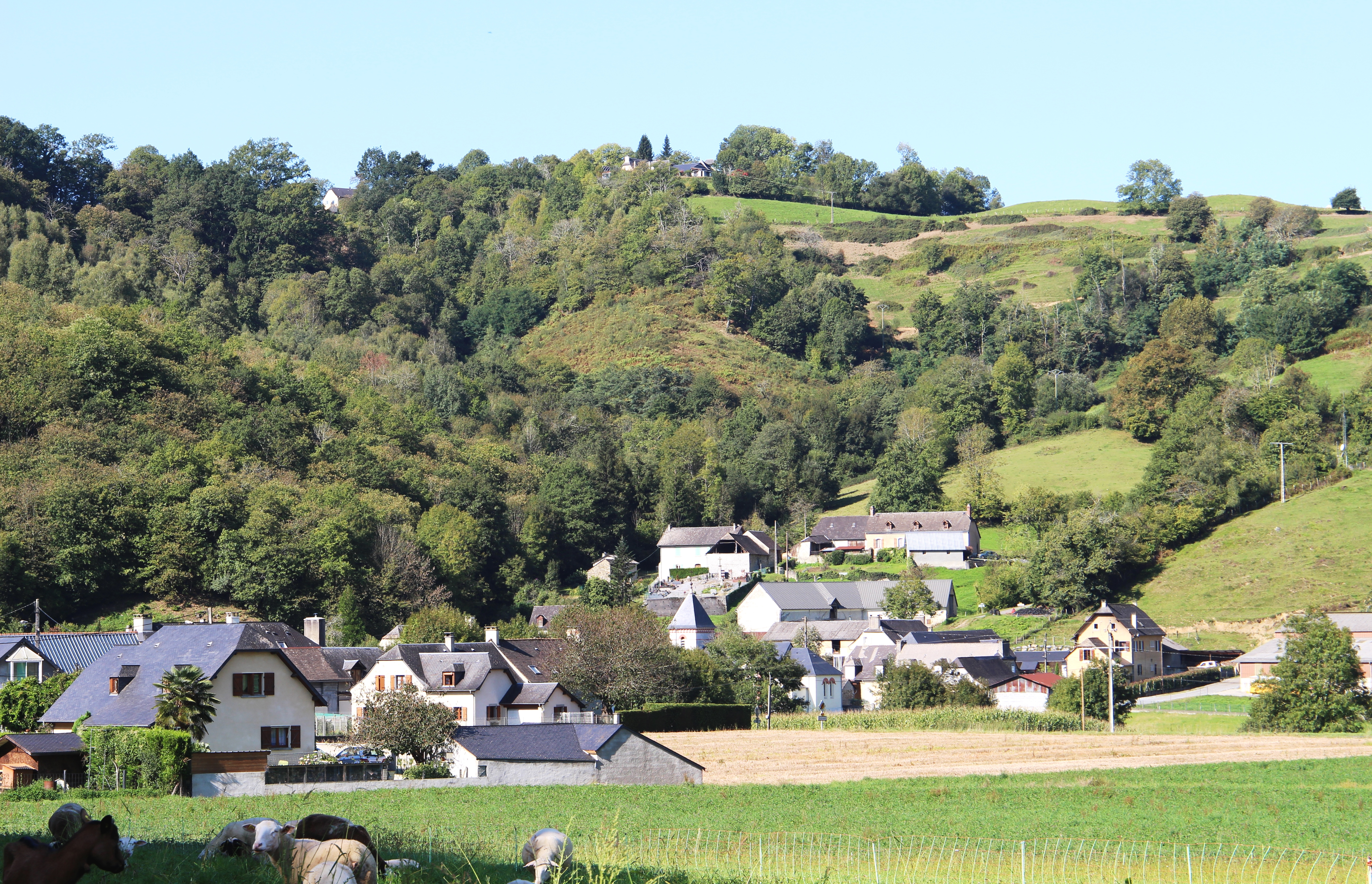
Vue d'Escoubès en bas et de Pouts en haut.

### Logement
En 2012, le nombre total de logements dans la commune est de 45.

Parmi ces logements, 78,0 % sont des résidences principales, 11,0 % des résidences secondaires et 11,0 % des logements vacants.

### Voies de communication et transports
Cette commune est desservie par la route départementale D 937 et par la route départementale D 807.

### Risques majeurs
Le territoire de la commune d'Escoubès-Pouts est vulnérable à différents aléas naturels : météorologiques (tempête, orage, neige, grand froid, canicule ou sécheresse), inondations, feux de forêts, mouvements de terrains et séisme (sismicité moyenne). Un site publié par le BRGM permet d'évaluer simplement et rapidement les risques d'un bien localisé soit par son adresse soit par le numéro de sa parcelle.
Certaines parties du territoire communal sont susceptibles d’être affectées par le risque d’inondation par débordement de cours d'eau, notamment l'Échez. La cartographie des zones inondables en ex-Midi-Pyrénées réalisée dans le cadre du XIe Contrat de plan État-région, visant à informer les citoyens et les décideurs sur le risque d’inondation, est accessible sur le site de la DREAL Occitanie. La commune a été reconnue en état de catastrophe naturelle au titre des dommages causés par les inondations et coulées de boue survenues en 1982, 1999, 2009 et 2014,.
Escoubès-Pouts est exposée au risque de feu de forêt. Un plan départemental de protection des forêts contre les incendies a été approuvé par arrêté préfectoral le 21 avril 2020 pour la période 2020-2029. Le précédent couvrait la période 2007-2017. L’emploi du feu est régi par deux types de réglementations. D’abord le code forestier et l’arrêté préfectoral du 27 octobre 2014, qui réglementent l’emploi du feu à moins de 200 m des espaces naturels combustibles sur l’ensemble du département. Ensuite celle établie dans le cadre de la lutte contre la pollution de l’air, qui interdit le brûlage des déchets verts des particuliers. L’écobuage est quant à lui réglementé dans le cadre de commissions locales d’écobuage (CLE)

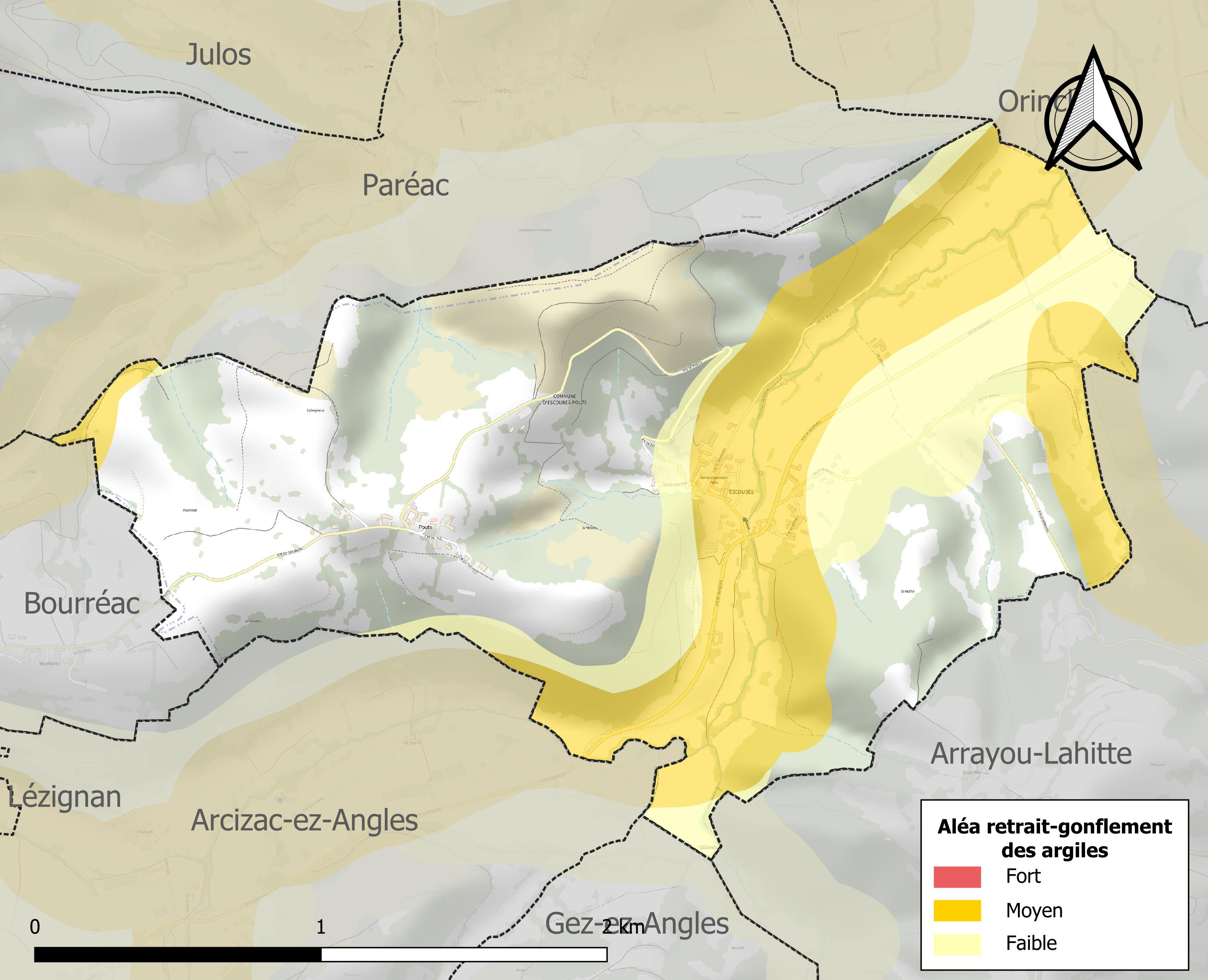
Carte des zones d'aléa retrait-gonflement des sols argileux d'Escoubès-Pouts.

Les mouvements de terrains susceptibles de se produire sur la commune sont des tassements différentiels.
Le retrait-gonflement des sols argileux est susceptible d'engendrer des dommages importants aux bâtiments en cas d’alternance de périodes de sécheresse et de pluie. 29,8 % de la superficie communale est en aléa moyen ou fort (44,5 % au niveau départemental et 48,5 % au niveau national). Sur les 43 bâtiments dénombrés sur la commune en 2019, 25 sont en aléa moyen ou fort, soit 58 %, à comparer aux 75 % au niveau départemental et 54 % au niveau national. Une cartographie de l'exposition du territoire national au retrait gonflement des sols argileux est disponible sur le site du BRGM,.
Par ailleurs, afin de mieux appréhender le risque d’affaissement de terrain, l'inventaire national des cavités souterraines permet de localiser celles situées sur la commune.
Concernant les mouvements de terrains, la commune a été reconnue en état de catastrophe naturelle au titre des dommages causés par des mouvements de terrain en 1999.

## Toponymie

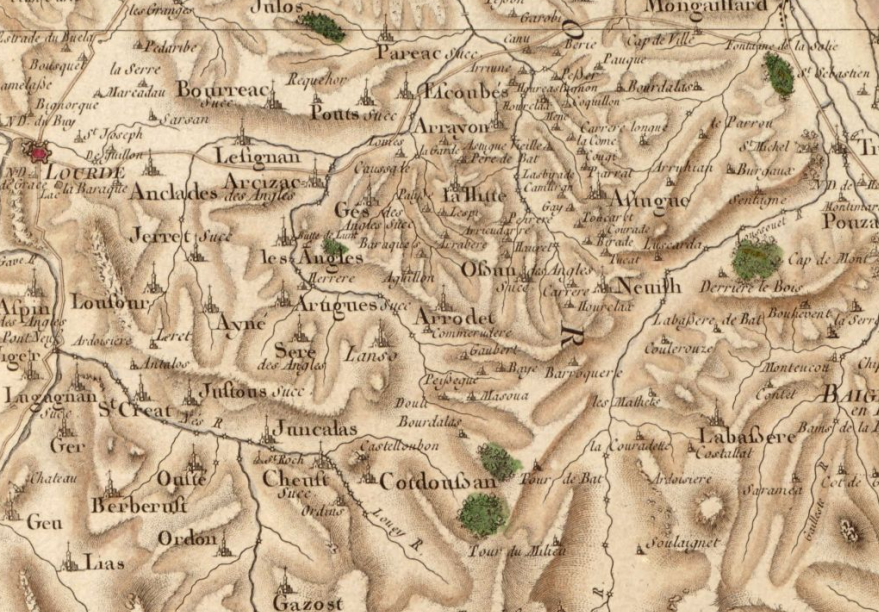
Extrait de la carte de Cassini situant Escoubès en tant que paroisse et Pouts en tant que succursale (succ.) de paroisse, à l'est de Lourdes.

On trouvera les principales informations dans le Dictionnaire toponymique des communes des Hautes Pyrénées de Michel Grosclaude et Jean-François Le Nail qui rapporte les dénominations historiques du village :

### Escoubès
Dénominations historiques :
- De Scobariis, latin (1342, pouillé de Tarbes) ;
- Scobers (1429, censier de Bigorre) ;
- Escoubés (1760, Larcher, pouillé de Tarbes) ;
- Escoubés (1770-1810, carte de Cassini).

Prononciation locale figurée : [eskou'bès].

Nom occitan : Escobèrs.
Étymologie :
Escoubès est un mot très répandu dans l'onomastique gasconne qui livre les noms suivants : Escoube, Escoubé, Escoubet, Escouboué, Escoubeyron etc. Tous ces noms dérivent du latin scoparium. Tout le problème est de savoir l'interpréter. Michel Grosclaude et Jean-François Le Nail discutent deux hypothèses :
- il peut s'agir d'un nom patronymique médiéval. Mais alors il faut penser que ces noms ont été d'abord des noms de baptême. Or on voit mal un nom de baptême signifiant « balai, marchand de balais, balayeur », aussi penchent-ils pour un dérivé du verbe bas-latin scopare (examiner, veiller, méditer) ;
- on peut aussi interpréter scoparium non pas comme balai mais comme « genêt à balai » et, avec une valeur collective, étendue couverte de genêts.

### Pouts
Pouts a été rattaché à Escoubes en 1846 pour en constituer le hameau.
Prononciation locale figurée : [pouts].
Dénominations historiques :
- Potz (1429, censier de Bigorre) ;
- Potz (1760, Larcher, pouillé Tarbes) ;
- Pouts (1770-1810), carte de Cassini.

Étymologie : du mot gascon potz (latin puteum) qui désigne un « puits ». Or effectivement on trouve des puits sur Pouts bien qu'il soit bâti en hauteur, ce qui renvoie aux caractéristiques géologiques de la ligne collinaire partant de Bourréac jusqu'à Pouts où l'on trouve des puits sur la ligne de crête et des sources en contrebas sur la pente nord.

## Histoire

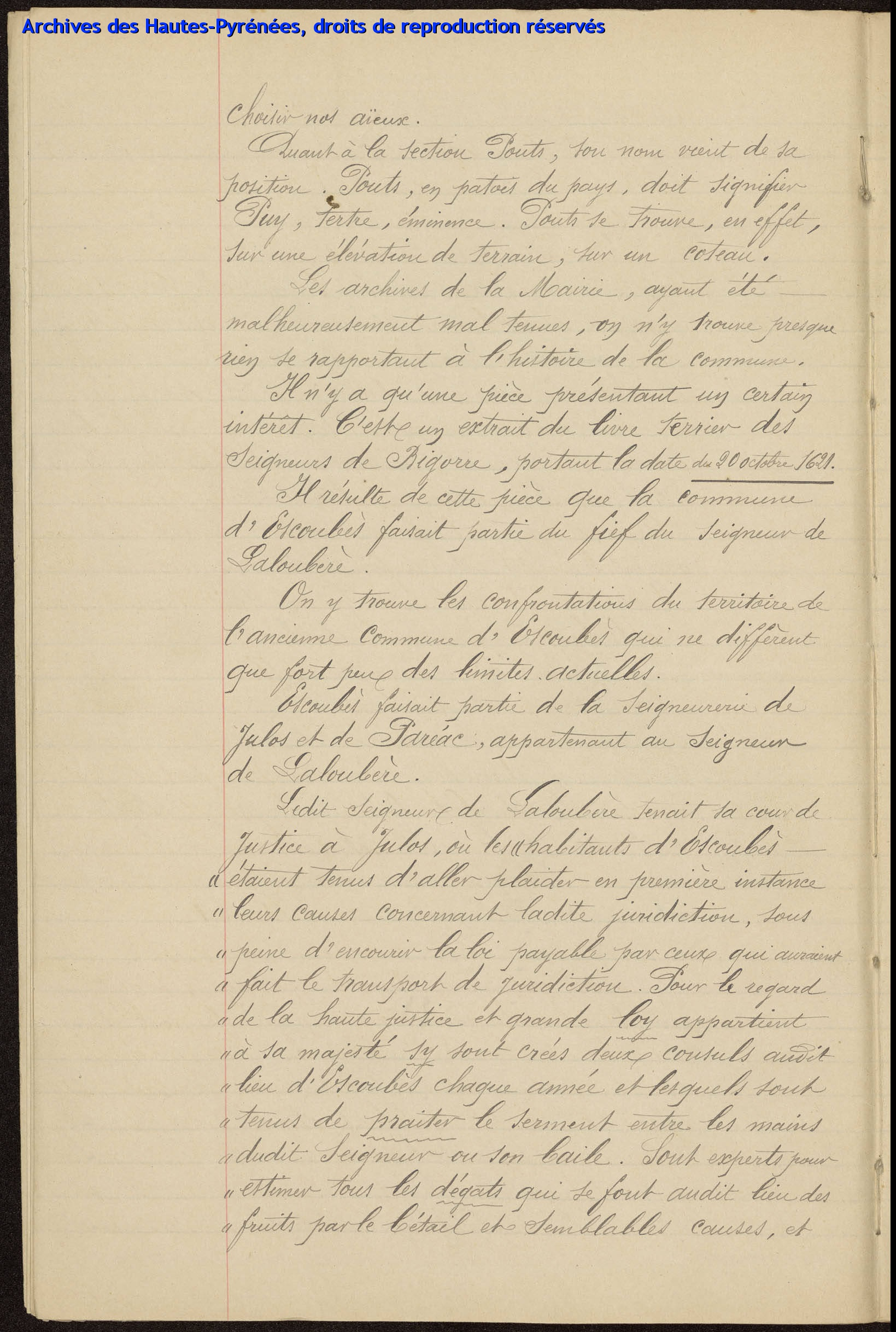
Page 11 de la monographie communale d'Escoubès-Pouts rédigée en 1887 par l'instituteur Vaqué.

Pouts et Escoubès ont été érigées en tant que communes distinctes au moment de la formation des communes en 1791.
Jusqu’à cette date, Pouts existait en tant que communauté villageoise rattachée à la seigneurie de la Baronnie des Angles, l'une des neuf baronnies qui constituaient la Bigorre à ses origines. En 1310, le baron des Angles céda sa seigneurie qui devint par la suite la possession de familles étrangères à la Bigorre.
Par contre, Escoubès n'a pas appartenu à la baronnie des Angles. L'histoire ancienne d'Escoubès, comme celle des villages voisins de Paréac et de Julos est associée à l’ascension d'une famille, les Castelnau, du Val d'Azun, qui par un mariage, en 1339, devinrent seigneurs de Julos, Paréac, Escoubès, entre autres, et aussi de Laloubère pour former une famille influente, les Castelnau-Julos puis Castelnau-Laloubère. Ces informations sont également mentionnées dans la monographie communale rédigée par l'instituteur d'Escoubès-Pouts, Vaqué, en 1887 (voir photo ci-jointe).
Ces détails ont de l'importance pour rendre compte du mode de gestion communautaire et intercommunal des landes situées sur ces communes qui perdura jusque dans les années 1970. Jusqu'à 1789 ces landes étaient des réserves seigneuriales de la seigneurie de Laloubère, elles devinrent par la suite des biens communaux.
Sur le plan religieux, jusqu'en 1789, Pouts relevait comme Bourréac, en tant que succursales, de la paroisse des Angles. Bourréac et Pouts furent ensuite rattachés à la paroisse de Lézignan. Le village d'Escoubès, en tant que tel, fut dans le passé le siège d'une paroisse.
Les communes d'Escoubès et de Pouts ont été réunies par ordonnance royale no 12656, en date du 8 mars 1846.

### Cadastres napoléoniens d'Escoubès et de Pouts
Les plans cadastraux napoléoniens d'Escoubès et de Pouts sont consultables sur le site des archives départementales des Hautes-Pyrénées,.
Voir : Plan cadastral napoléonien d'Escoubès en 1809 et Plan cadastral napoléonien de Pouts en 1809.

## Politique et administration

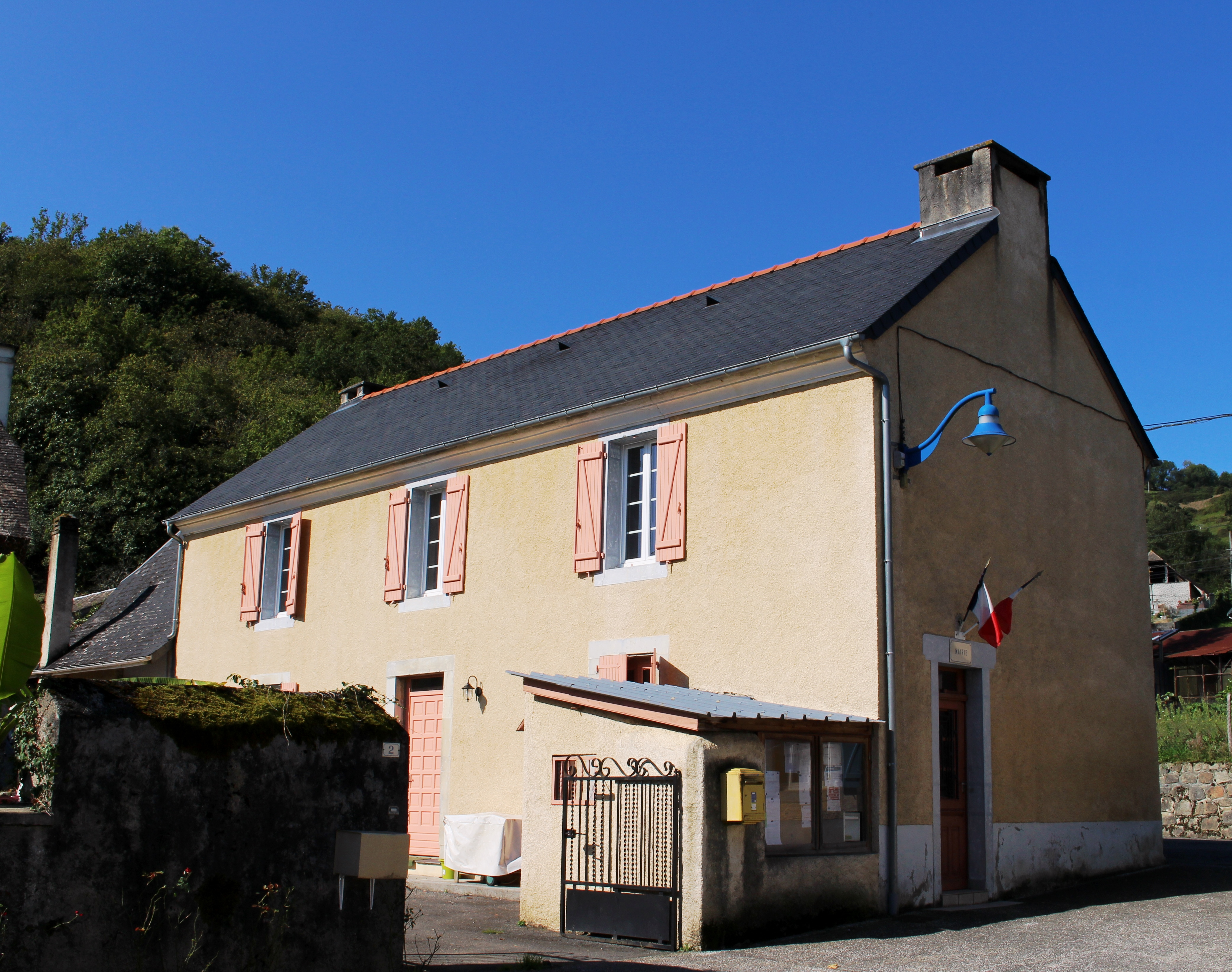
La mairie en 2017.

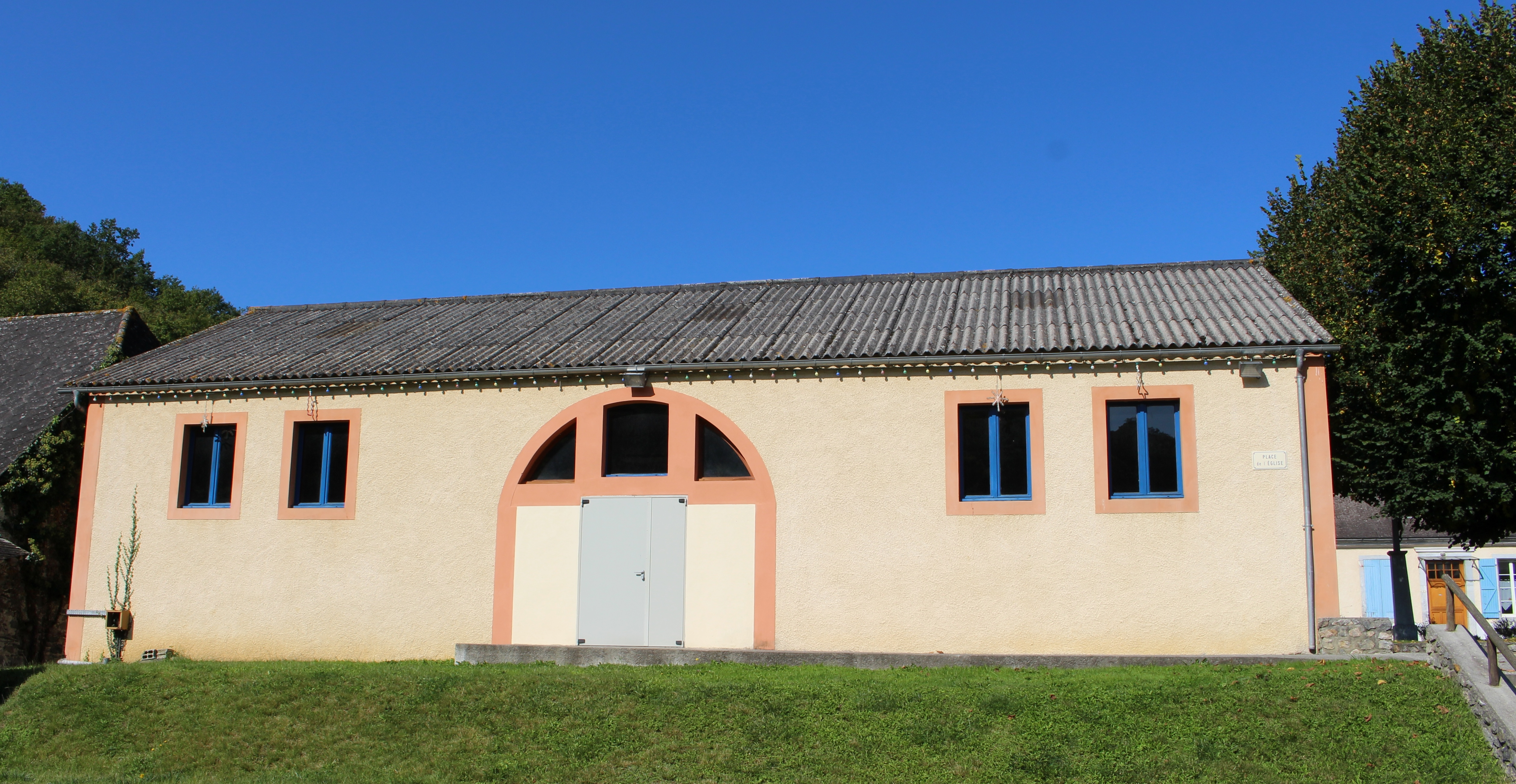
Le foyer rural en 2017.

### Liste des maires
| Période                                  | Période      | Identité        | Étiquette | Qualité |
| ---------------------------------------- | ------------ | --------------- | --------- | ------- |
| Les données manquantes sont à compléter. |              |                 |           |         |
|                                          |              |                 |           |         |
| juin 1995                                | mars 2008    | André Lacrampe  |           |         |
| mars 2008                                | octobre 2015 | Marguerite Bour |           |         |
| décembre 2015                            | en cours     | Yves Cardeihac  |           |         |

### Rattachements administratifs et électoraux

#### Historique administratif
Communautés distinctes, Pays et sénéchaussée de Bigorre, quarteron de  Lourdes, Pouts relevait de la  baronnie des Angles, canton de Lourdes (depuis 1790), Lourdes-Est (1973). Escoubès et Pouts sont réunies en 1846.

#### Intercommunalité
Escoubès-Pouts appartient à la Communauté d'agglomération Tarbes-Lourdes-Pyrénées créée en janvier 2017 et qui réunit 86 communes.

## Population et société

### Démographie

#### Évolution démographique
- Pouts :

| 1793 | 1800 | 1806 | 1821 | 1831 | 1836 |
| ---- | ---- | ---- | ---- | ---- | ---- |
| 57   | 47   | 55   | 46   | 58   | 69   |

| 1841 | - | - | - | - | - |
| ---- | - | - | - | - | - |
| adm. | - | - | - | - | - |

- Escoubès puis, à partir de 1841, Escoubès-Pouts :

L'évolution du nombre d'habitants est connue à travers les recensements de la population effectués dans la commune depuis 1793. Pour les communes de moins de 10 000 habitants, une enquête de recensement portant sur toute la population est réalisée tous les cinq ans, les populations de référence des années intermédiaires étant quant à elles estimées par interpolation ou extrapolation. Pour la commune, le premier recensement exhaustif entrant dans le cadre du nouveau dispositif a été réalisé en 2006.

En 2022, la commune comptait 94 habitants, en évolution de −11,32 % par rapport à 2016 (Hautes-Pyrénées : +1,59 %, France hors Mayotte : +2,11 %).
| 1793 | 1800 | 1806 | 1821 | 1831 | 1836 | 1841 | 1846 | 1851 |
| ---- | ---- | ---- | ---- | ---- | ---- | ---- | ---- | ---- |
| 135  | 124  | 162  | 185  | 199  | 219  | 274  | 269  | 262  |

| 1856 | 1861 | 1866 | 1872 | 1876 | 1881 | 1886 | 1891 | 1896 |
| ---- | ---- | ---- | ---- | ---- | ---- | ---- | ---- | ---- |
| 241  | 256  | 264  | 249  | 270  | 213  | 195  | 183  | 188  |

| 1901 | 1906 | 1911 | 1921 | 1926 | 1931 | 1936 | 1946 | 1954 |
| ---- | ---- | ---- | ---- | ---- | ---- | ---- | ---- | ---- |
| 189  | 179  | 168  | 137  | 142  | 112  | 110  | 89   | 116  |

| 1962 | 1968 | 1975 | 1982 | 1990 | 1999 | 2006 | 2011 | 2016 |
| ---- | ---- | ---- | ---- | ---- | ---- | ---- | ---- | ---- |
| 101  | 82   | 76   | 67   | 68   | 96   | 104  | 99   | 106  |

| 2021 | 2022 | - | - | - | - | - | - | - |
| ---- | ---- | - | - | - | - | - | - | - |
| 98   | 94   | - | - | - | - | - | - | - |

### Enseignement
La commune dépend de l'académie de Toulouse. Elle ne dispose plus d'école en 2016.

## Économie

### Emploi
|                | 2008  | 2013  | 2018   |
| -------------- | ----- | ----- | ------ |
| Commune        | 5,6 % | 2,9 % | 12,5 % |
| Département    | 7,7 % | 9,4 % | 9,8 %  |
| France entière | 8,3 % | 10 %  | 10 %   |

En 2018, la population âgée de 15 à 64 ans s'élève à 73 personnes, parmi lesquelles on compte 73,6 % d'actifs (61,1 % ayant un emploi et 12,5 % de chômeurs) et 26,4 % d'inactifs,. En  2018, le taux de chômage communal (au sens du recensement) des 15-64 ans est supérieur à celui du département et de la France, alors qu'en 2008 la situation était inverse.
La commune fait partie de la couronne de l'aire d'attraction de Lourdes, du fait qu'au moins 15 % des actifs travaillent dans le pôle,. Elle compte 10 emplois en 2018, contre 9 en 2013 et 13 en 2008. Le nombre d'actifs ayant un emploi résidant dans la commune est de 44, soit un indicateur de concentration d'emploi de 22,7 % et un taux d'activité parmi les 15 ans ou plus de 59,6 %.
Sur ces 44 actifs de 15 ans ou plus ayant un emploi, 10 travaillent dans la commune, soit 23 % des habitants. Pour se rendre au travail, 88,6 % des habitants utilisent un véhicule personnel ou de fonction à quatre roues, 2,3 % s'y rendent en deux-roues, à vélo ou à pied et 9,1 % n'ont pas besoin de transport (travail au domicile).

## Culture locale et patrimoine

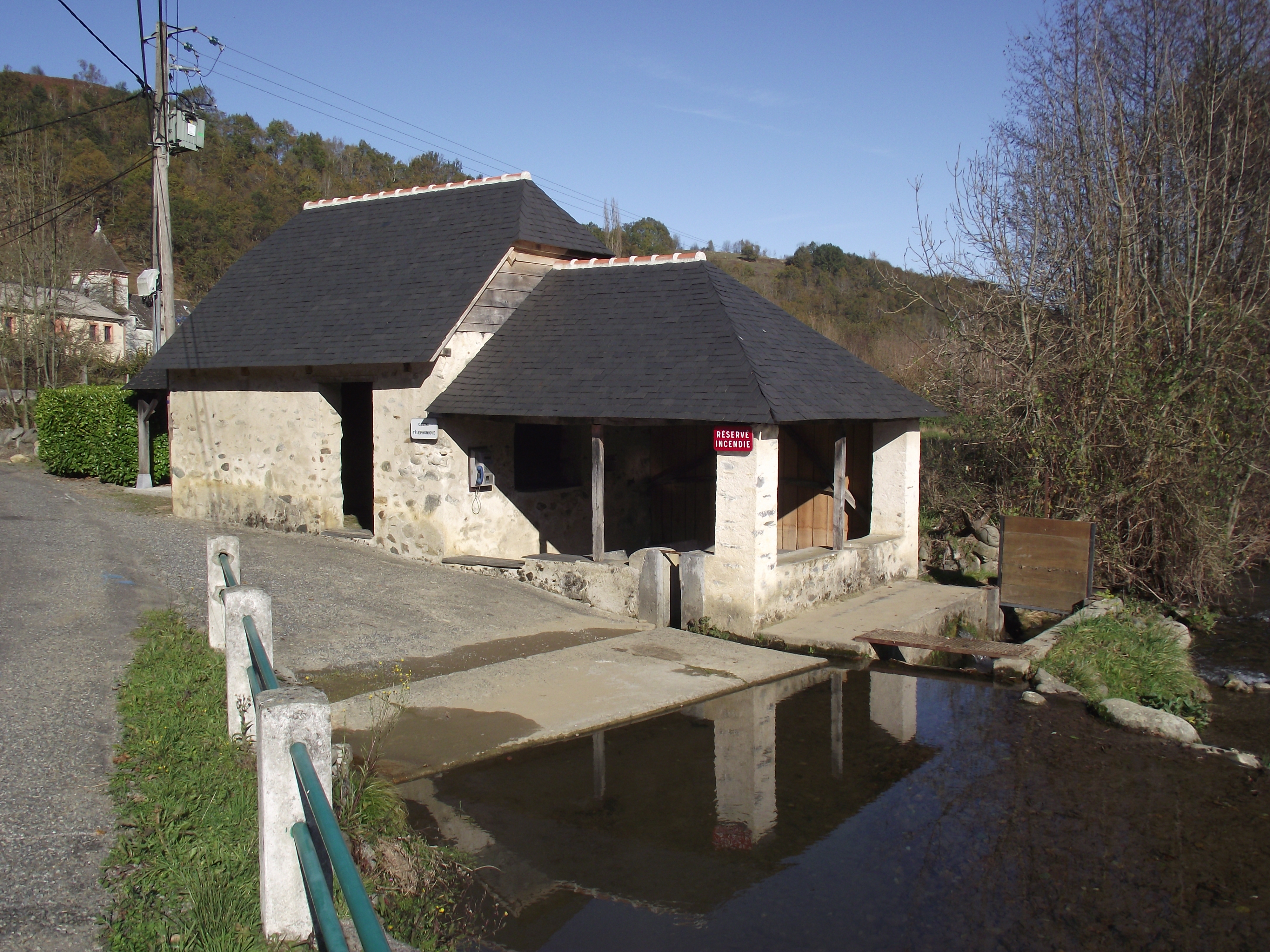
Le lavoir en 2017.

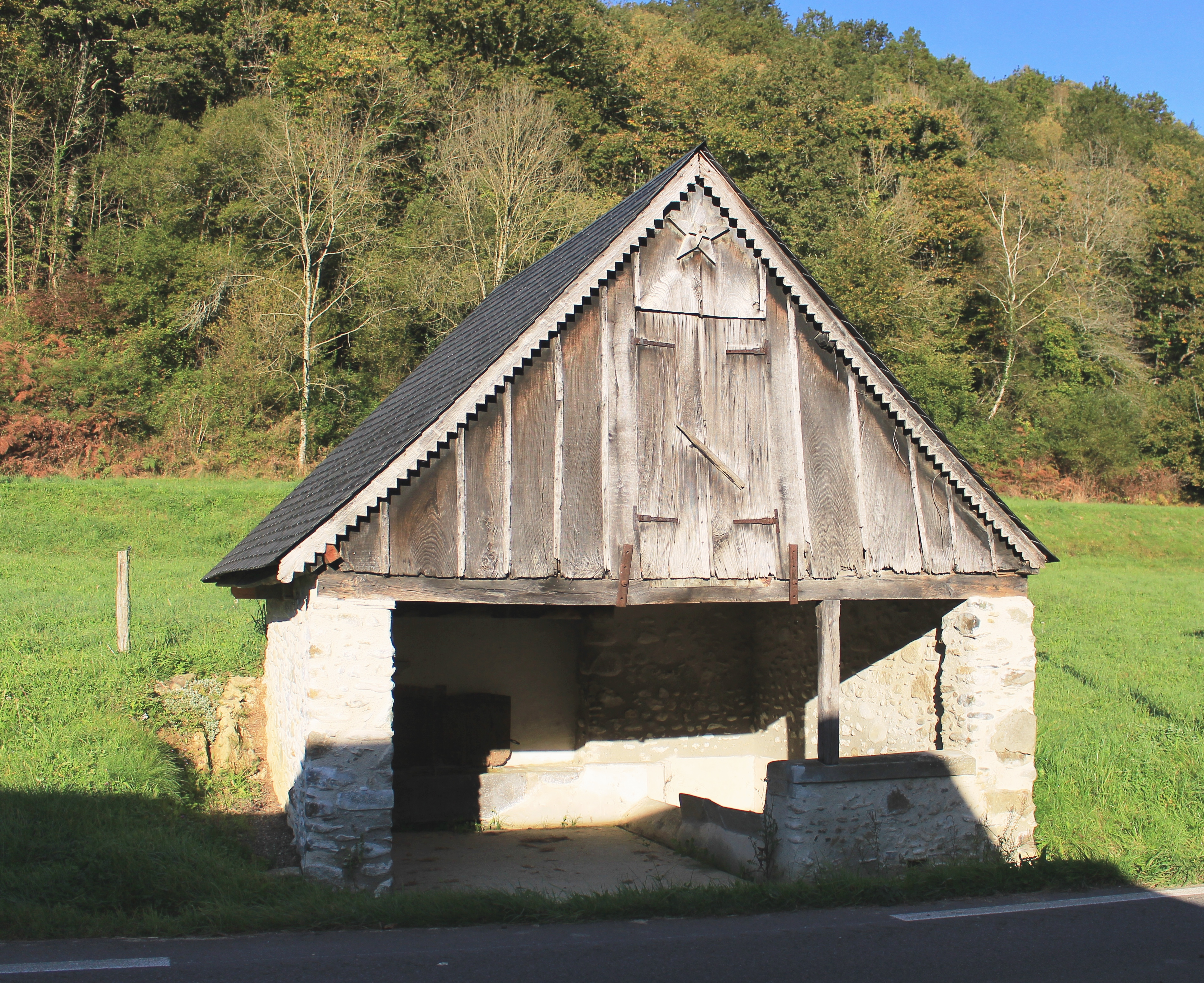
Le lavoir en 2021.

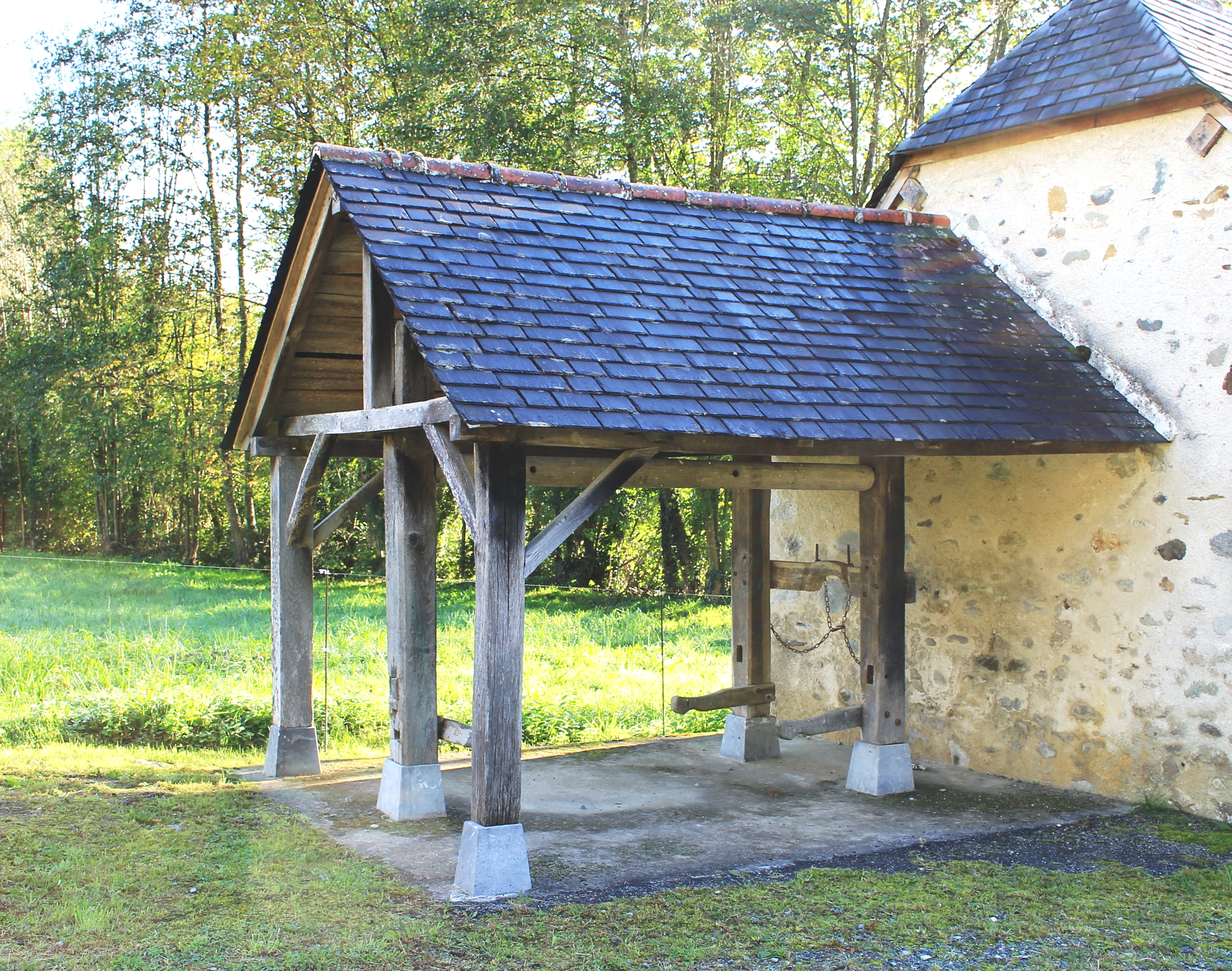
Le travail à ferrer.

### Lieux et monuments
- Église Saint-Jean-Baptiste d'Escoubès.

L'église actuelle a été construite au XIXe siècle, à un emplacement différent de celui de l'ancienne église disparue qui se trouvait à proximité du cimetière, comme on peut en juger en confrontant les plans du centre du village datés l'un de 1809 (plan cadastral napoléonien) et l'autre d'aujourd'hui. Elle détient des éléments sculptés issus de l'ancienne église et classés à l'inventaire des monuments historiques.

Sélection de vues de l'église Saint-Jean-Baptiste d'Escoubès en 2014.
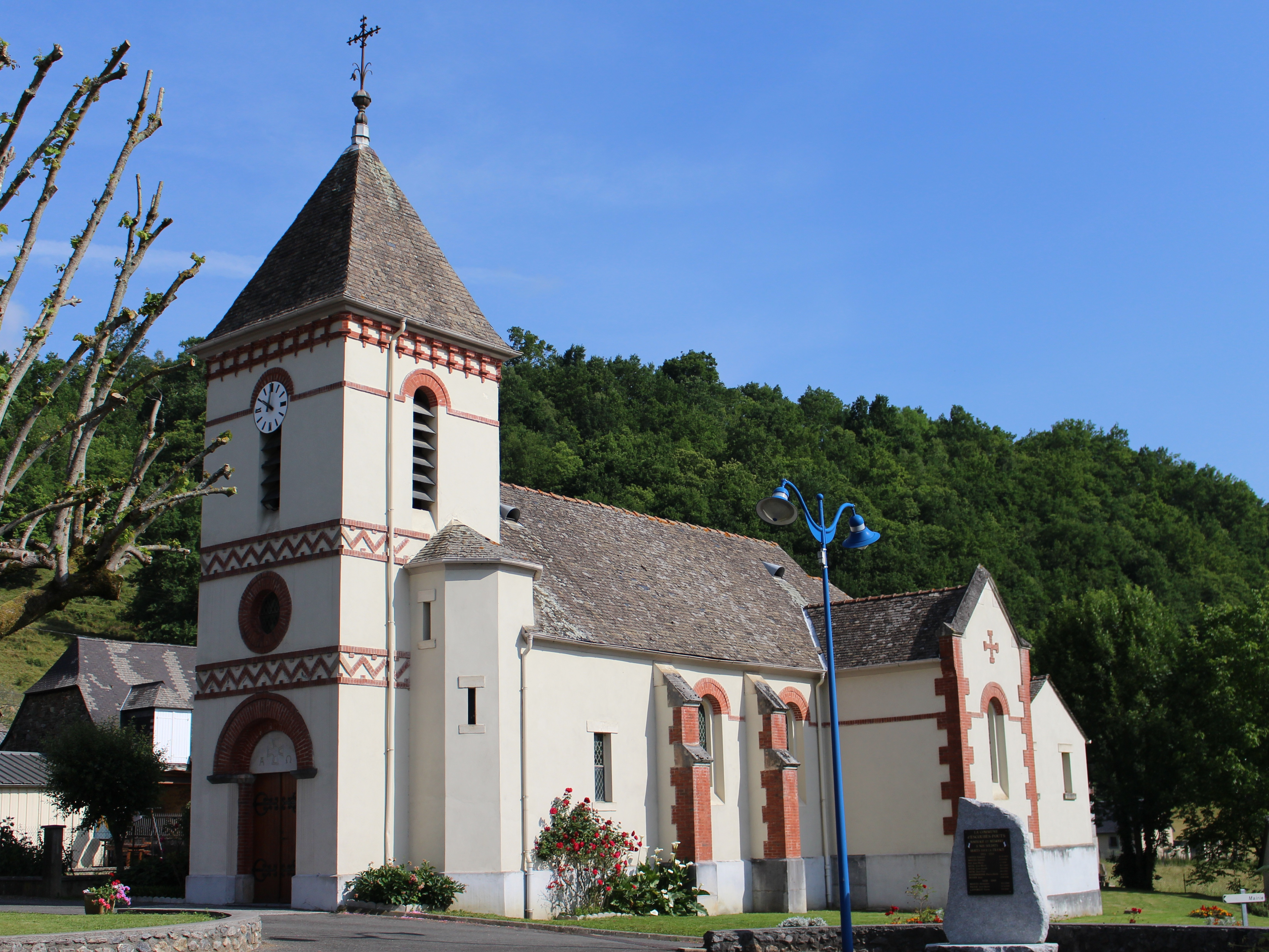
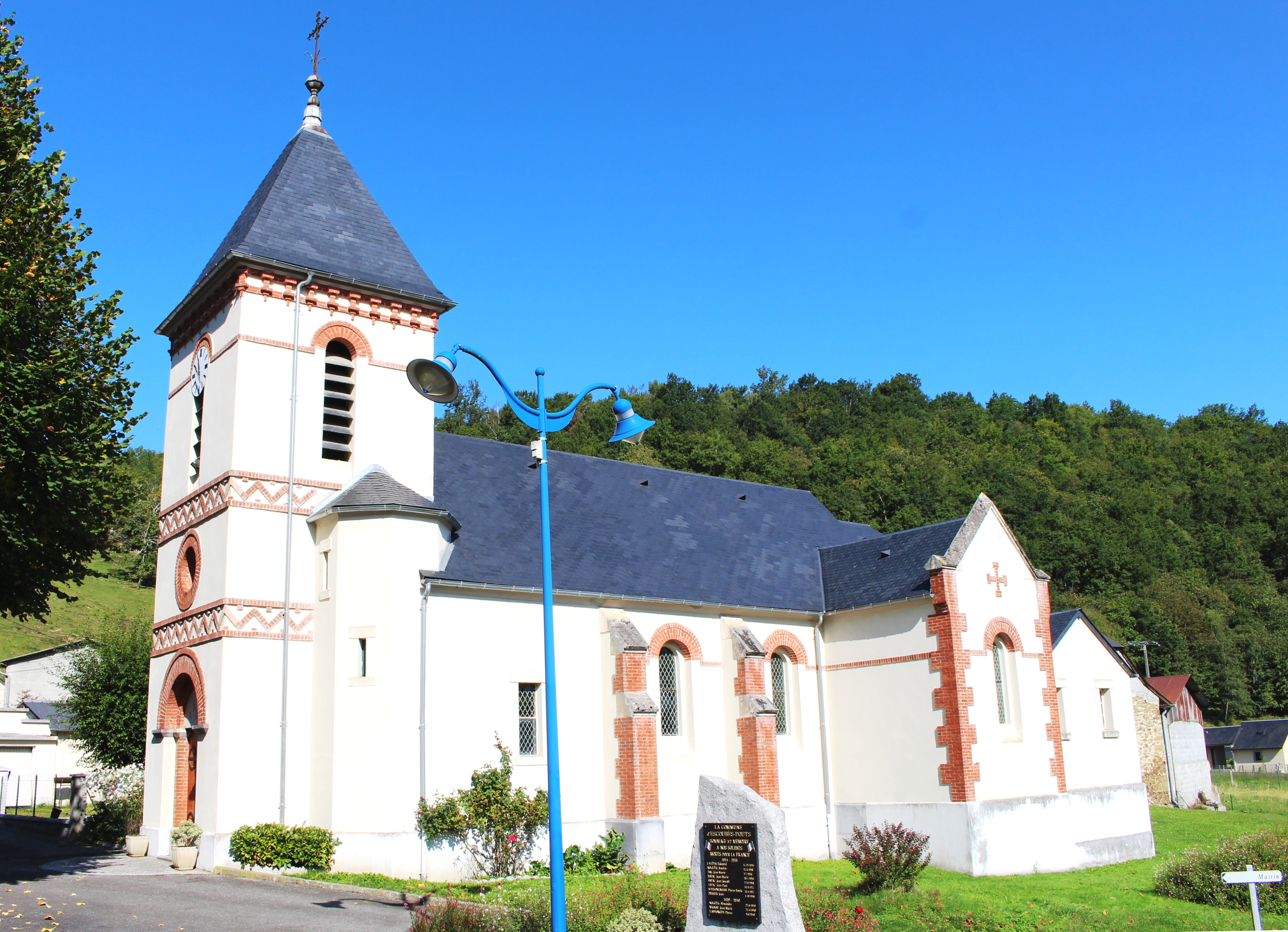
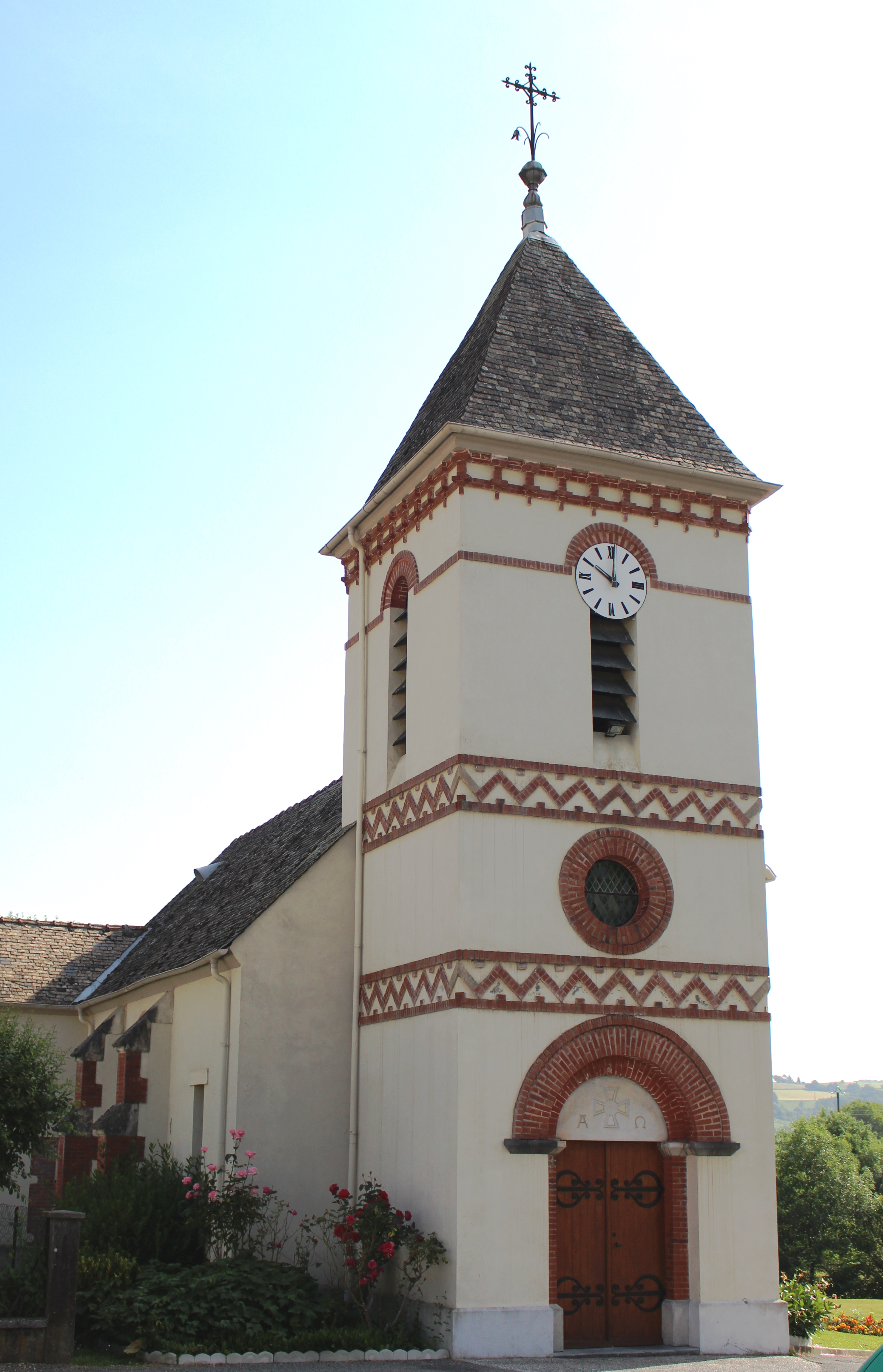

- Église Saint-Pierre de Pouts.

Sélection de vues diverses
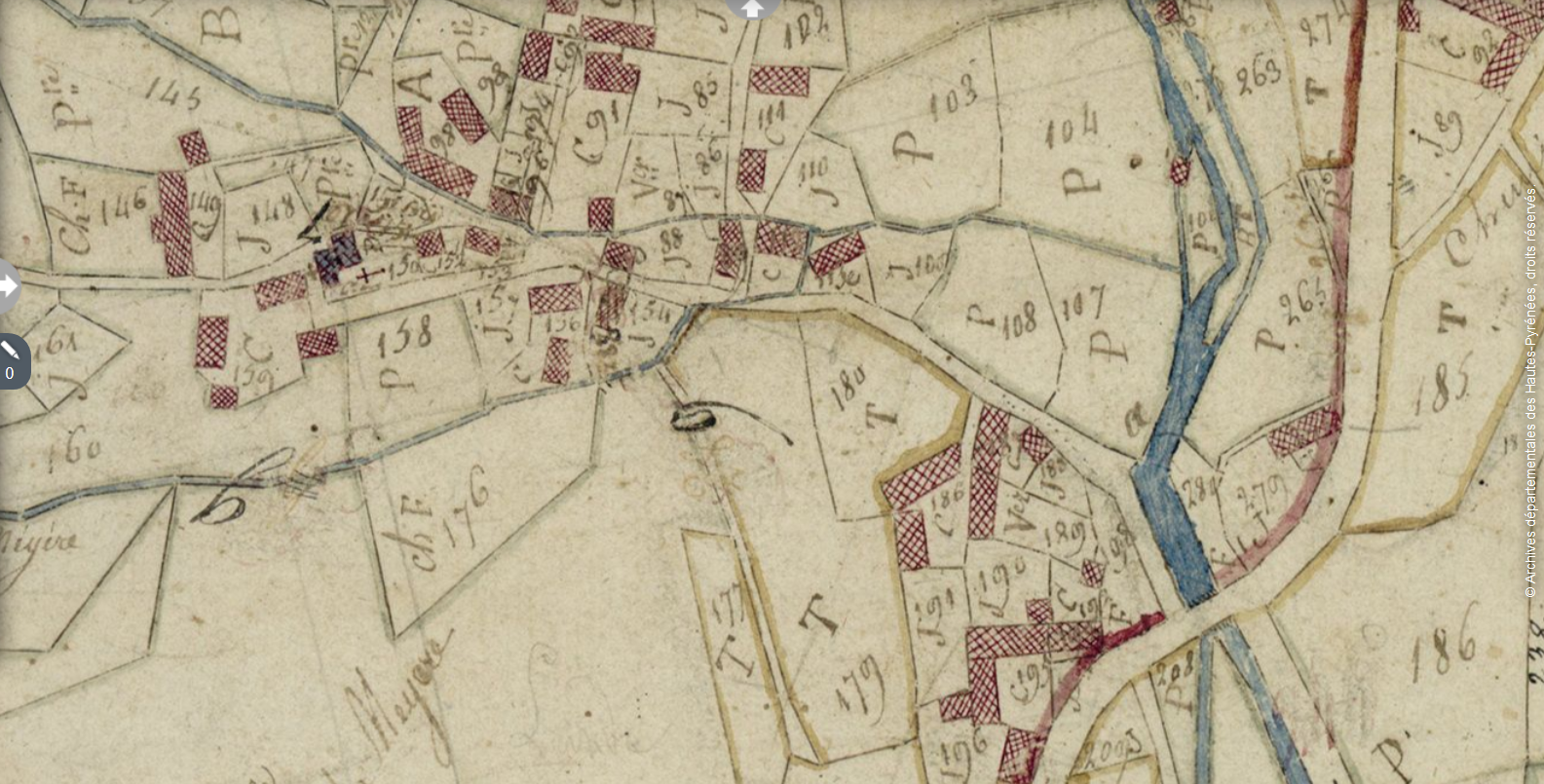
Extrait du plan cadastral napoléonien de 1809 : centre du village. Noter l'emplacement de l'église d'alors.
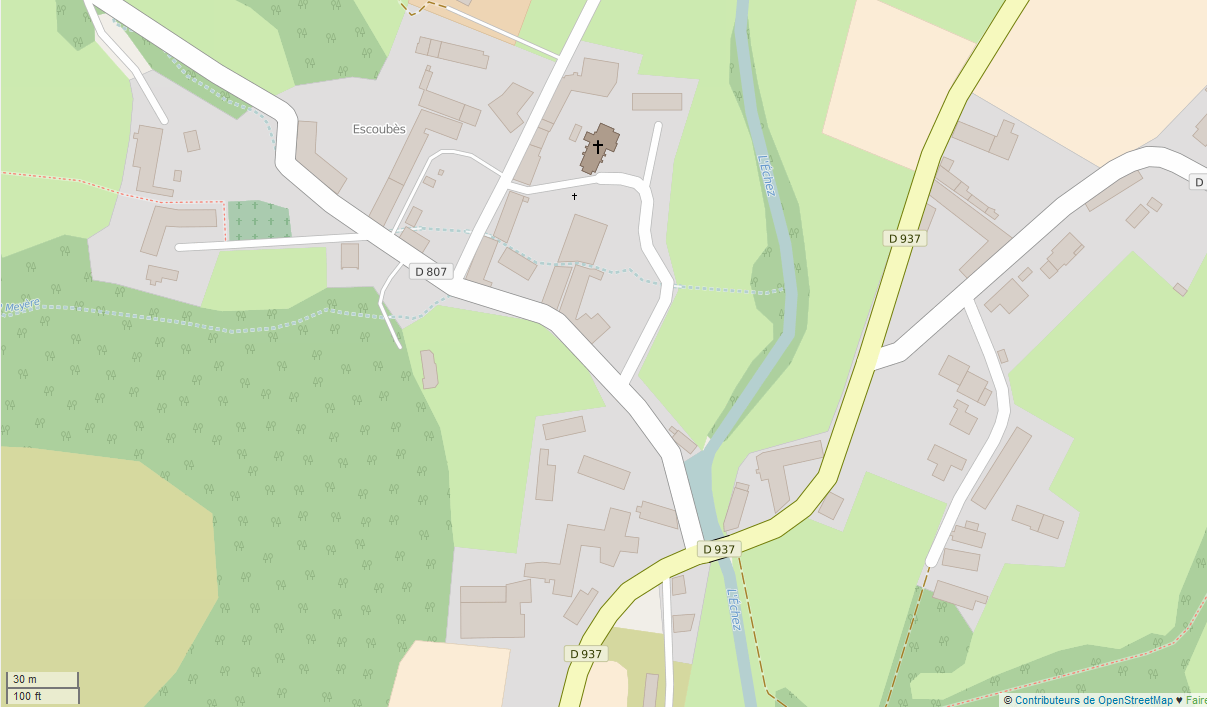
Centre du village en 2015 (source OpenStreetMap).
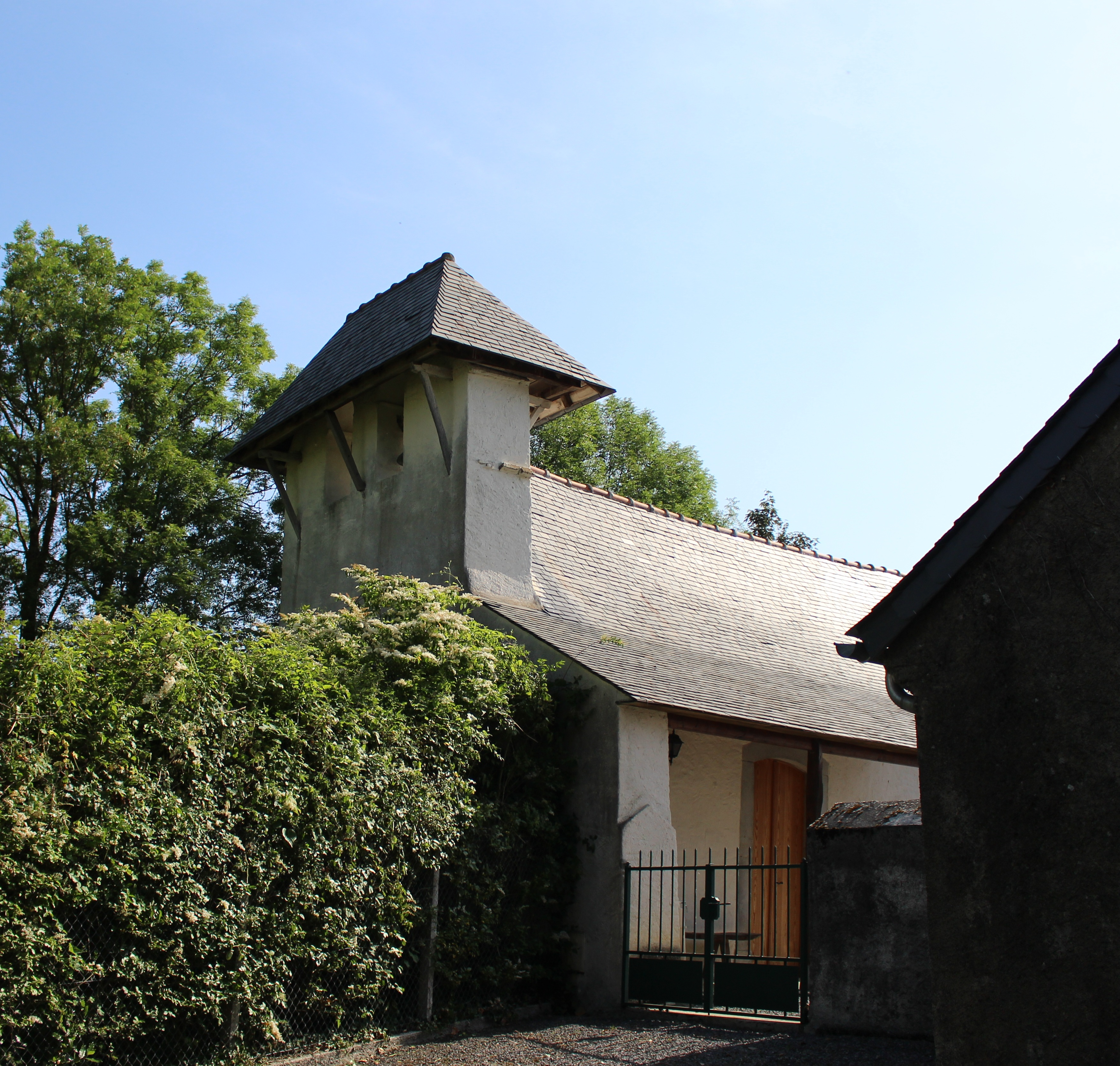
Église Saint-Pierre de Pouts en 2014.
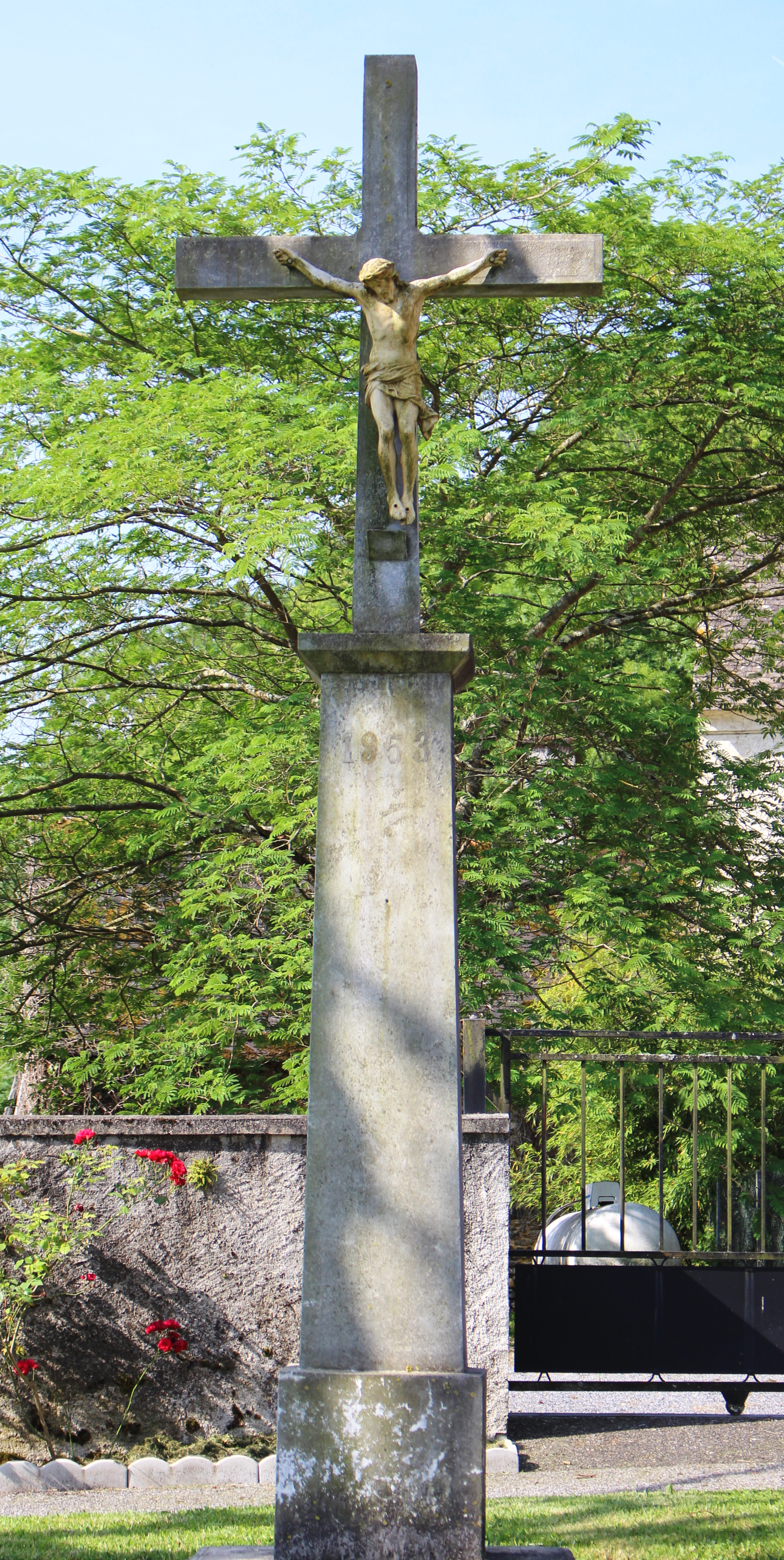
Une croix.
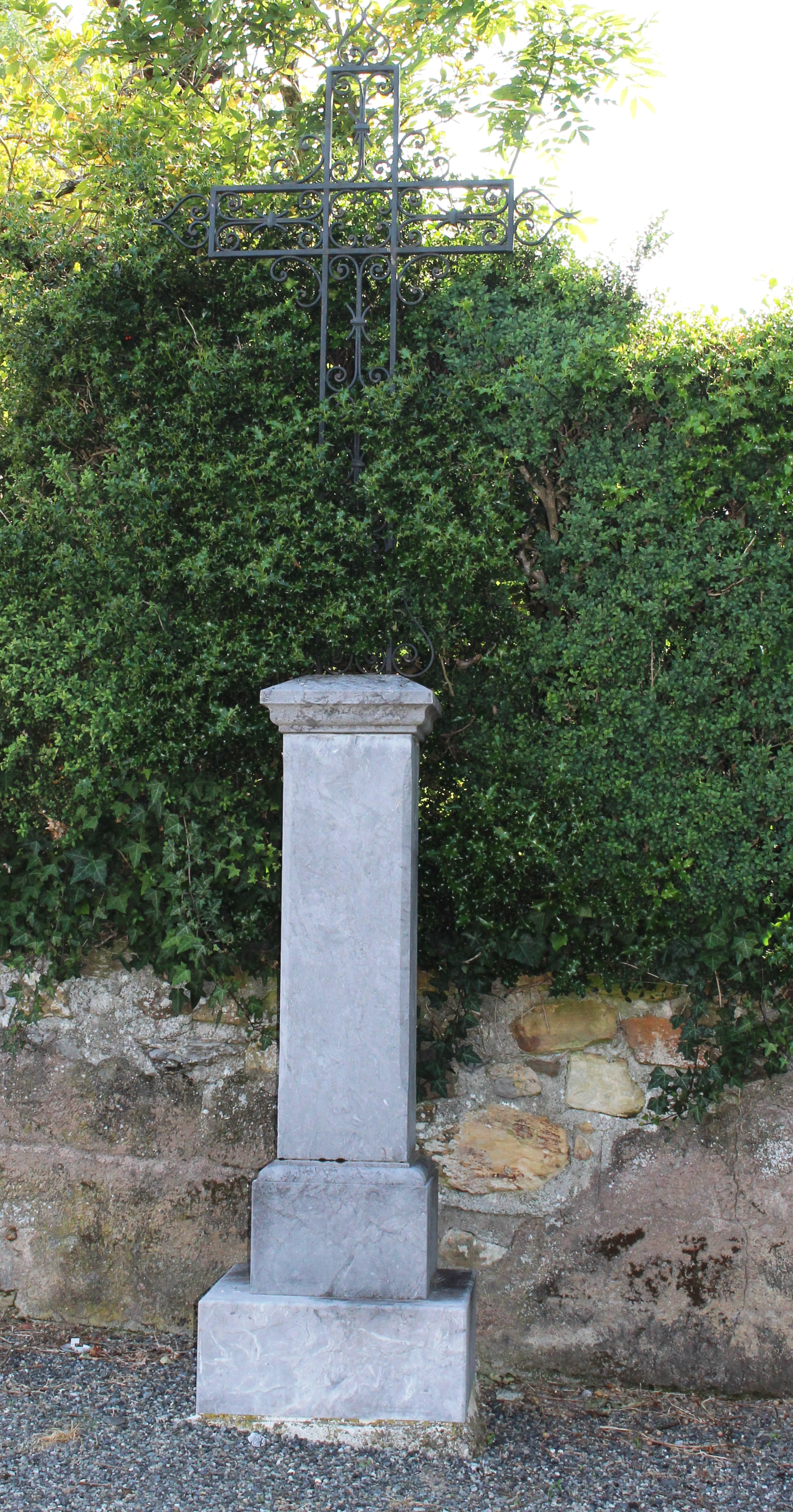
Une croix.

- Moulin qui ne fonctionne plus depuis 1983.
- Abri pour les pauvres.
- Ancien lavoir d'Escoubès.

Petit édifice qui se situe à la sortie du village en direction de Lourdes. Bâtiment privé où l'on peut voir sur les planches de rives gravé « ABRI POUR LES PAUVRES ».
Au rez-de-chaussée se trouvent un lavoir et un « laytè », nom en patois de Bigorre de l'ancêtre du frigidaire ; petite pièce où coule de l'eau en permanence venant d'une source et qui permettait à la ferme d'en face de maintenir le lait au frais.
À l'étage se trouve une pièce qui servait de dortoir pour les gens de passage.

## Voir aussi

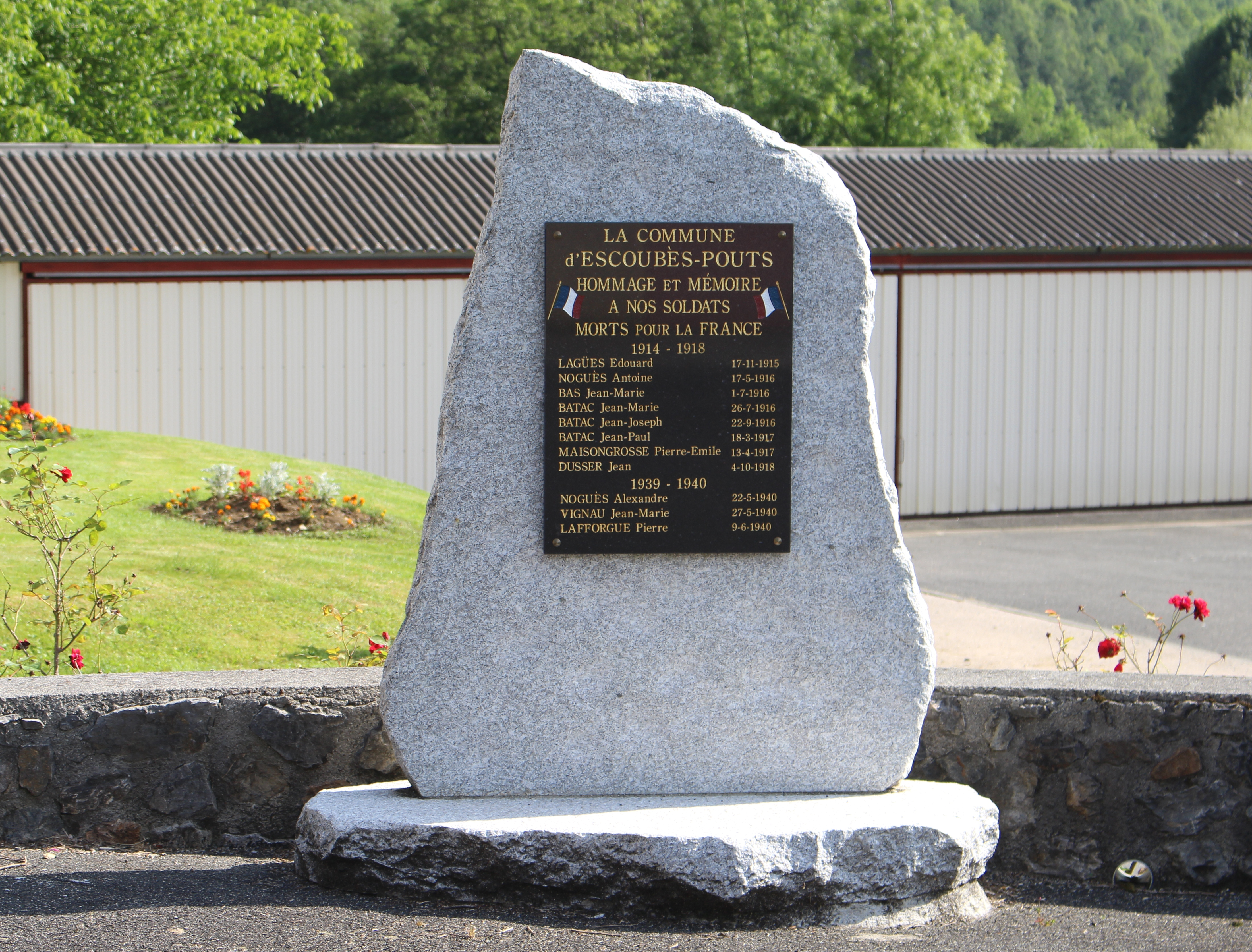
Le monument aux morts municipal.